# Environmentální portrét

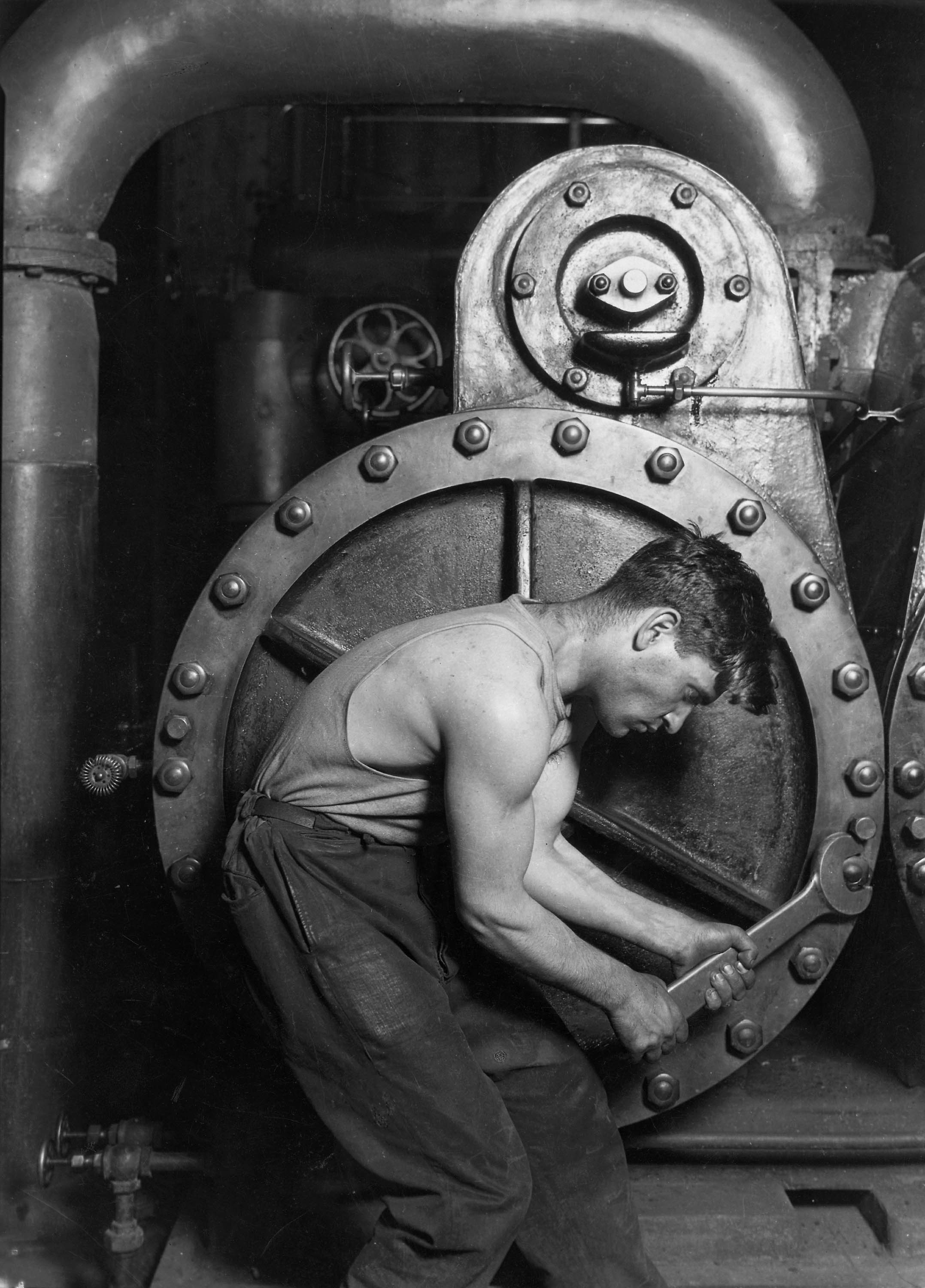
Lewis Hine: dokumentační podobenka ze série portrétů pracovníků americké dělnické třídy

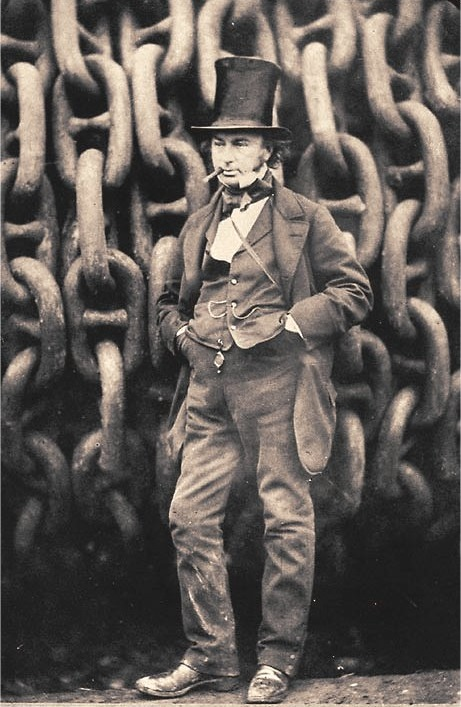
Robert Howlett: Isambard Kingdom Brunel stojící před spuštěním kotevních řetězů parníku Great Eastern, 1857, snímek popsán jako „jeden z prvních příkladů environmentálního portrétu“.

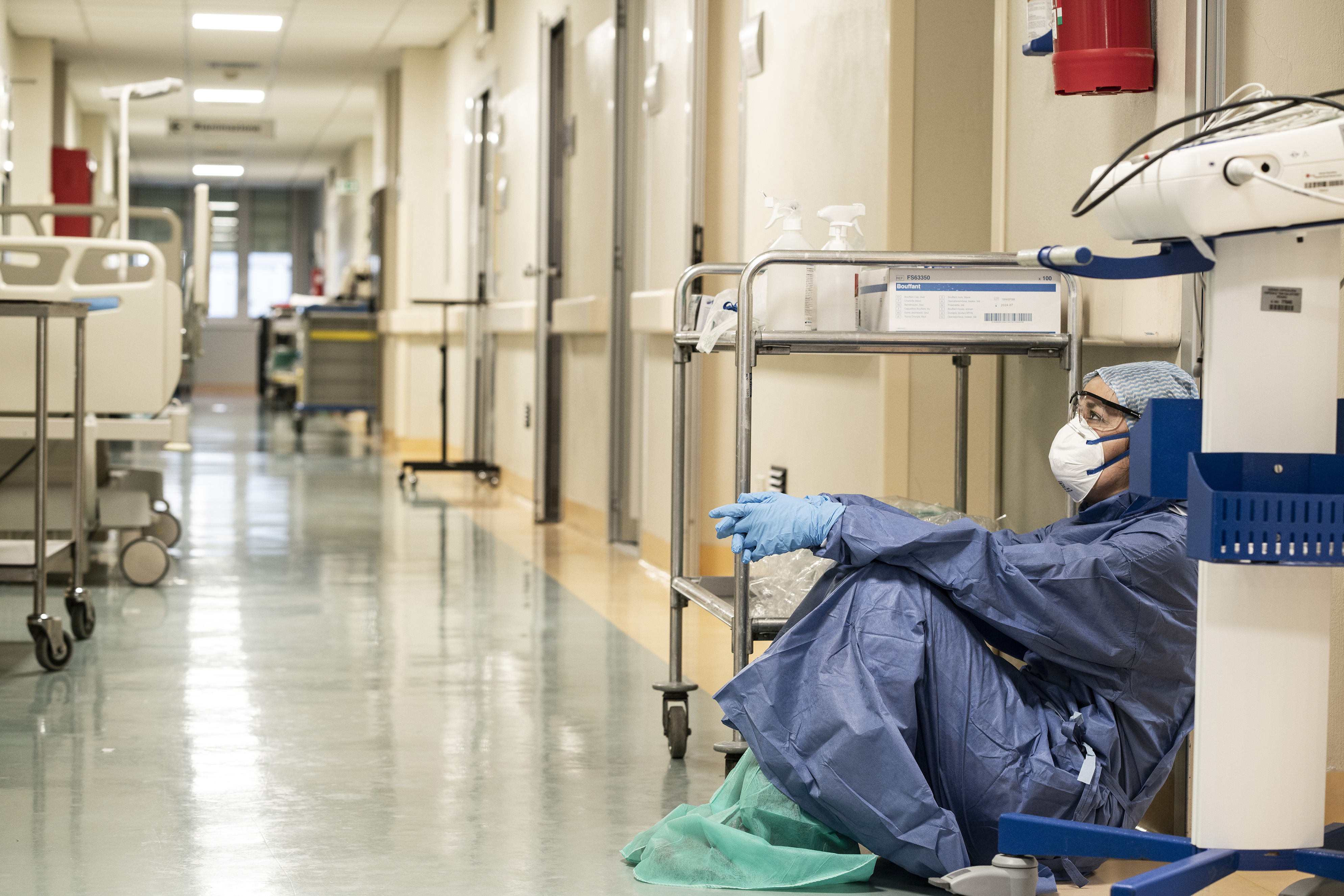
Environmentální portrét zdravotnického pracovníka během pandemie covidu-19 v nemocnici v Itálii

Environmentální portrét  (portrét v prostředí) je portrét pořízený v prostředí, kde se portrétovaný obvykle pohybuje, například v jeho domě nebo na pracovišti, a obvykle osvětluje život a okolí portrétovaného. Termín se nejčastěji používá v žánru fotografie.
Fotografováním člověka v jeho přirozeném prostředí se předpokládá, že bude moci lépe osvětlit jeho charakter, a proto si klad za cíl vykreslit podstatu jeho osobnosti, nikoli pouze podobou jeho fyzických rysů. Rovněž se předpokládá, že fotografováním osoby v jejím přirozeném prostředí bude subjekt ve větším pohodlí, a bude tak lépe napomáhat k lepšímu vyjádření, na rozdíl od studia, což může být občas stresující a nepřirozený zážitek. 

## Pozadí v environmentálním portrétu
Okolní prostředí nebo pozadí je klíčovým prvkem environmentálního portrétu a slouží k předání dalších informací o fotografované osobě.
Tam, kde je běžné v ateliérovém portrétu a dokonce i v místě upřímného fotografování pořizovat fotografie s malou hloubkou ostrosti, čímž je rozostřeno pozadí, je pozadí v environmentálním portrétu nedílnou součástí obrazu. Ve skutečnosti se při tomto typu fotografování běžně používají malé clony a velká hloubka ostrosti.

### Detaily v okolí
I když je často pravda, že pozadí může na fotografii dominovat, nemusí to tak nutně být. Ve skutečnosti mohou být podrobnosti, které poskytují informace o okolí, často docela malé a přesto stále významné. Klíč se zdá být v symbolice vyjádřené různými prvky v pozadí; například baseballová čepice nemusí o zobrazené osobě prozrazovat mnoho (pokud není skutečně hráčem baseballu), ale kuchařská čepice poskytne mnohem více podrobností o tom, kdo osoba je a co dělá.

### Environmentální portréty zvířat
Environmentální portrétování je v současné době také populárním stylem v oblasti fotografování zvířat. Portréty domácích zvířat také těží z toho, že jsou zobrazeny v kontextu nebo v uvolněném domácím prostředí.